# SN 2005ev
SN 2005ev – supernowa typu Ia odkryta 6 października 2005 roku w galaktyce UGC 1990. W momencie odkrycia miała maksymalną jasność 16,00m.